# هورت
شهر هورت در ایالت نوردراین-وستفالن در کشور آلمان واقع شده‌است.